# Kommensurabilität (Ethik)
Kommensurabilität bezeichnet in der Ethik das Konzept, dass sämtliche Werte miteinander verglichen werden können. Im Gegensatz dazu bezeichnet Inkommensurabilität den Standpunkt, dass manche Werte miteinander unvergleichbar sind.
Klassischerweise wird von einer Trichotomie der Vergleichsoperationen für Werte ausgegangen, mit denen sich alle Beziehungen zwischen Werten ausdrücken lassen. Ein Wert kann „besser“, „schlechter“, oder „gleich“ einem anderen Wert sein. Um die Argumente für Inkommensurabilität zu entkräften, wird die Trichotomie-These von manchen Autoren abgelehnt. Sie fügen einen vierten Operator hinzu, etwa: „ungefähr gleich“ (roughly equal) oder „auf einer Stufe“ (on a par).
Für gewisse ethische Theorien, wie den Utilitarismus, ist Kommensurabilität eine zwingende Voraussetzung.

## Definition
Die Diskussion um Werte-Inkommensurabilität wurde unter anderem durch Joseph Raz ausgelöst, der in seinem politischen Werk Morality of Freedom für Inkommensurabilität argumentiert. Er akzeptiert dabei die Trichotomie-These, geht also davon aus, dass es lediglich drei Vergleichsoperatoren für Werte gibt. Seine Definition von Inkommensurabilität lautet:

“A and B are incommensurate if it is neither true that one is better than the other nor true that they are of equal value.”

„A und B sind inkommensurabel, wenn es weder wahr ist, dass eines besser als das andere ist, noch dass sie den gleichen Wert haben.“

Joseph Raz verwendet die Begriffe „Inkommensurabilität“ und „Unvergleichbarkeit“ gleichbedeutend. Autoren wie Ruth Chang unterscheiden jedoch zwischen der Inkommensurabilität, die sich auf abstrakte Werte (z. B. Freiheit, Gleichheit) bezieht, und der Unvergleichbarkeit der „Träger von Werten“ (bearers of value), etwa verschiedener konkreter Karrieren.

## Beispiele
Als Beispiele für Inkommensurabilität wurde unter anderem die Entscheidung für eine berufliche Laufbahn angeführt. So gibt es jeweils gute Gründe, Anwalt bzw. Musiker zu werden. Nehmen wir an, eine Person hält keine der beiden Alternativen für besser als die andere. Geht man von der Trichotomie-These und von Kommensurabilität aus, ergibt sich folgende Unplausibilität: Verbessert man eine der beiden Optionen auch nur geringfügig (macht man also z. B. die Karriere als Musiker ein wenig erfolgreicher), so wird diese zur einzig rationalen Wahl. Das liegt daran, dass die ursprünglichen Karrieren den gleichen Wert hatten (da keine besser als die andere war), eine Verbesserung einer Option sie also echt besser als die andere macht.